# Добровільний флот
Добровільний флот – напівкомерційний-напіввійськовий державний флот Російської імперії. Створений 1879 на Чорному морі на базі 3-х швидкісних океанських пароплавів ("Россия", "Москва" й "Петербург"), які було куплено в Німеччині на добровільно зібрані серед населення й різних установ 4 млн рублів і які використовувалися під час російсько-турецької війни 1877–1878 як крейсери. 11 квітня 1878 з метою розвитку сполучення Одеси з далекосхідними портами Російської імперії, а також Індії, Японії та Китаю сформовано комітет добровільного флоту, а 9 травня 1879 імператором Олександром II затверджено статут. Флот отримав статус казенного пароплавства, яке підпорядковувалося морському міністерству і комплектувалося офіцерами й матросами військового флоту. Керував ним комітет, що складався з голови і 4-х чоловік., два з яких призначалися морським міністерством, а інші два – фінансовим і контрольним відомствами.
Добровільний флот був зобов'язаний щороку здійснювати не менше 7 термінових поштових і вантажно-пасажирських рейсів між Одесою й портами Далекого Сходу: 4 рейси Одеса – Владивосток (нині місто в РФ) – Одеса (807 456 миль) із заходом у порти Стамбул, Порт-Саїд (Єгипет), Аден (Ємен), Сінгапур, Хайкоу (Китай), Нагасакі (Японія); 2 рейси Одеса – порт Дуе (нині селище міського типу Сахалінської обл., РФ) на острові Сахалін – Одеса із заходом в усі згадані порти й 1 рейс Одеса–Владивосток–Одеса через Гонконг (нині м. Сянган, Китай). Поступово рейси стали регулярними, невпинно зростали масштаби товароперевезень. Зокрема, 9 березня 1880 пароплав "Москва" вийшов з Одеси і через 46 діб прибув до Владивостока, перевізши 60 тис. пудів вантажу, а 5 квітня цього року пароплав "Владивосток" із вантажем у 1000 т відплив з Одеси в порт Дуе й Ніколаєвськ-на-Амурі (нині місто Хабаровського краю, РФ). Від 1885 добровільний флот почав отримувати від уряду помильну премію (4,25 рублів за милю), але у розмірі не більше 600 тис. рублів, а також йому поверталася вартість мита за прохід його пароплавів через Суецький канал. Істотний вплив на розвиток добровільного флоту у 2-й половині 1880-х рр. мало те, що уряд передав добровільному флоту постачання продуктами півострова Камчатка. У зворотних рейсах з Далекого Сходу до Одеси пароплави добровільного флоту транспортували закуплений без посередників у Китаї, Індії й Японії чай, а також брали фрахт у зустрічних портах до Європи. Так, лише протягом 1886–88 років було перевезено понад 26 тис. тон чаю, а 1889 здійснено 24 рейси на Далекий Схід і перевезено 7,5 млн. пудів вантажів і 22 тис. пасажирів. У більшості портів, куди регулярно заходили судна добровільного флоту, діяли його представництва або агенти.
Усі прибутки від діяльності добровільного флоту направлялися на модернізацію старих і будівництво нових океанських суден, а також у російську казну. Особливий розквіт діяльності добровільного флоту припадає на 90-ті роки 19 і початок 20 століття., цьому значною мірою сприяли рейси (з 1891) по лінії Одеса–Санкт-Петербург, будівництво Китайсько-Східної залізниці, для якої протягом 1895–1903 було доставлено з Чорного моря бизько 13 млн пудів залізничних вантажів. Напередодні Першої світової війни добровільного флоту налічував 40 першокласних пароплавів загальною вантажопідйомністю близько 100 тис. тон. Під час I світової війни добровільного флоту майже не діяв. 6 лютого 1918 декретом РНК РСФРР добровільний флот було націоналізовано, з закінченням громадянської війни флот припинив існування.